# کلوین دیویس
کلوین جفری دیویس (انگلیسی: Kelvin Geoffrey Davis؛ زادهٔ ۲۹ سپتامبر ۱۹۷۶) بازیکن فوتبال سابق اهل انگلستان است.

## افتخارات
ساوت‌همپتون
- لیگ یک فوتبال انگلستان نایب قهرمان: ۱۱–۲۰۱۰
- چمپیونشیپ نایب قهرمان: ۱۲–۲۰۱۱